# Arvati
Arvati (macedónul: Арвати, albánul Arvati) település Észak-Macedóniában, a Pelagonijai körzet Reszeni járásában.

## Népesség
| Lakosok száma | 489  | 511  | 490  | 536  | 507  | 515  | 183  | 137  | 119  |
|               | 1948 | 1953 | 1961 | 1971 | 1981 | 1991 | 1994 | 2002 | 2021 |

- 2002-ben 137 lakosa volt, akik közül 85 albán, 51 macedón és 1 bosnyák.